# Lista de partidos políticos na Irlanda
Partidos políticos da Irlanda lista os partidos políticos da Irlanda.
A Irlanda tem um sistema pluripartidário, com governos de coligação a serem frequentes. A cultura política na República da Irlanda é considerado como incomum num país europeu, devido à ausência do rotativismo entre esquerda e direita. Em vez disso, os dois maiores partidos políticos, Fianna Fáil e Fine Gael, ambos ocupando o espectro do centro-direita, surgiram de uma divisão no partido Sinn Féin original durante a Guerra Civil de 1922-1923, com a facção pró-Tratado Anglo-Irlandês (Cumann na nGaedheal) a dar origem ao Fine Gael e o Fianna Fáil, resultante da facção antitratado. Essa característica duradoura do sistema partidário irlandês é às vezes pejorativamente chamada de "política da Guerra Civil". O Partido Trabalhista foi formado em 1912 e costuma ser o terceiro partido com força parlamentar, embora atualmente seja o quarto maior partido em Dáil Éireann. Nos últimos anos, Sinn Féin tem ganho destaque, superando o Partido Trabalhista nas eleições gerais de 2016.
O registo de partidos políticos é regido pelos Atos Eleitorais, de 1992 a 2012. O Registo de Partidos Políticos é mantido pelas duas câmaras do Oireachtas. Para ser registado para disputar eleições nacionais, um partido deve ter pelo menos um membro em Dáil Éireann ou no Parlamento Europeu, ou 300 membros registados com 18 anos ou mais. Os partidos que se inscreverem apenas para disputar eleições em parte do distrito eleitoral, nas eleições locais ou nas eleições para Údarás na Gaeltachta precisam de apenas 100 membros registados, com 18 anos ou mais. Em ambos os casos, pelo menos metade dos membros registados deve estar no registo de eleitores.

## Partidos políticos

### Partidos políticos com representantes eleitos no Oireachtas, em Governos locais e no Parlamento Europeu
| Nome | Nome |                         | Líder                            | Ideologia | Espectro                    | Oireachtas     | Oireachtas | Governo Local | Parlamento Europeu |
| Nome | Nome | Dáil Éireann            | Líder                            | Ideologia | Espectro                    | Seanad Éireann |            | Governo Local | Parlamento Europeu |
| ---- | --- | ----------------------- | -------------------------------- | --- | --------------------------- | -------------- | ---------- | ------------- | ------------------ |
|      | Fine Gael "Clan of the Gaels" (inglês) |                         | Leo Varadkar                     | Democracia Cristã, Conservadorismo liberal, Liberalismo, Liberalismo económico, Europeísmo                                   | Centro-direita              | 48 / 158       | 20 / 60    | 255 / 949     | 5 / 11             |
|      | Fianna Fáil "Soldiers of Destiny" (inglês) |                         | Micheál Martin                   | Conservadorismo, Liberalismo económico, Republicanismo irlandês, Populismo                                                   | Centro a Centro-direita     | 43 / 158       | 13 / 60    | 279 / 949     | 2 / 11             |
|      | Sinn Féin "We Ourselves" (inglês) |                         | Mary Lou McDonald                | Socialismo democrático, Republicanismo irlandês, Nacionalismo irlandês                                                       | Centro-esquerda a Esquerda  | 21 / 158       | 6 / 60     | 81 / 949      | 1 / 11             |
|      | Partido Trabalhista Labour Party "Páirtí an Lucht Oibre" (irlandês)                                                                            |                         | Brendan Howlin                   | Social-democracia, Social liberalismo, Terceira via                                                                          | Centro-esquerda             | 7 / 158        | 4 / 60     | 57 / 949      | 0 / 11             |
|      | Aliança Antiausteridade - Pessoas Antes do Lucro Anti-Austerity Alliance–People Before Profit "Dlúthphartíocht–Pobal Roimh Bhrabús" (irlandês) |                         | Liderança coletiva               | Socialismo, Socialismo democrático, Trotskismo, Anticapitalismo, Ecossocialismo, Euroceticismo                               | Esquerda a Extrema-esquerda | 6 / 158        | 0 / 60     | 11 / 949      | 0 / 11             |
|      | Aliança Independente Independent Alliance "Comhghuaillíocht Neamhspleách" (irlandês)                                                           |                         | Nenhum                           | Pega-tudo | Pega-tudo                   | 4 / 158        | 0 / 60     | 20 / 949      | 0 / 11             |
|      | Independentes pela Mudança Independents 4 Change "Neamhspleáigh ar son an Athraithe" (irlandês)                                                |                         |                                  | Socialismo | Esquerda                    | 1 / 158        | 0 / 60     | 3 / 949       | 2 / 11             |
|      | Partido Verde Green Party "Comhaontas Glas" (irlandês)                                                                                         |                         | Eamon Ryan                       | Ecologismo, Ambientalismo, Social liberalismo                                                                                | Centro-esquerda             | 2 / 158        | 0 / 60     | 49 / 949      | 2 / 11             |
|      | Social-Democratas Social Democrats "Na Daonlathaigh Shóisialta" (irlandês)                                                                     |                         | Catherine Murphy Róisín Shortall | Social-democracia, Modelo nórdico, Europeísmo                                                                                | Centro-esquerda             | 2 / 158        | 0 / 60     | 19 / 949      | 0 / 11             |
|      | Aontú "Unity" (inglês) |                         | Peadar Tóibín                    | Republicanismo, Irlanda Unida, Antiaborto, Euroceticismo                                                                     | Direita                     | 1 / 158        | 0 / 60     | 3 / 949       | 0 / 11             |
|      | Acção dos Trabalhadores e Desempregados Workers and Unemployed Action "Grúpa Gníomhaíochta na n-Oibrithe is iad atá Dífhostaithe" (irlandês)   |                         | Séamus Healy                     | Socialismo, Irlanda Unida, Euroceticismo                                                                                     | Esquerda                    | 1 / 158        | 0 / 60     | 1 / 949       | 0 / 11             |
|      | Aliança da Dignidade Humana Human Dignity Alliance "Comhaontas Dhínit an Duine" (irlandês)                                                     |                         | Rónán Mullen                     | Antiaborto, Conservadorismo social, Direita cristã                                                                           | Direita                     | 0 / 158        | 1 / 60     | 0 / 949       | 0 / 11             |
|      | Partido dos Trabalhadores da Irlanda The Workers' Party "Páirtí na nOibrithe" (irlandês)                                                       |                         | Michael Donnelly                 | Comunismo, Marxismo-Leninismo, Republicanismo irlandês, Euroceticismo                                                        | Extrema-esquerda            | 0 / 158        | 0 / 60     | 1 / 949       | 0 / 11             |
|      | Aliança Independente de Kerry Kerry Independent Alliance "Comhaontas Neamhspleách Chiarraí" (irlandês)                                         |                         | Michael Gleeson                  | Localismo | Centro-esquerda             | 0 / 158        | 0 / 60     | 1 / 949       | 0 / 11             |
|      | Partido Democrático Irlandês Irish Democratic Party "Páirtí Daonlathach Éireannach" (irlandês)                                                 |                         | Ken Smollen                      | Democracia participativa | Centro                      | 0 / 158        | 0 / 60     | 1 / 949       | 0 / 11             |
|      | Partido Republicano Sinn Féin Republican Sinn Féin "Sinn Féin Poblachtach" (irlandês)                                                          | Ficheiro:Rsflogosml.png | Seosamh Ó Mhaoileoin             | Republicanismo irlandês, Éire Nua, Socialismo Democrático, Nacionalismo irlandês, Euroceticismo, Abstencionismo, Secularismo | Esquerda                    | 0 / 158        | 0 / 60     | 1 / 949       | 0 / 11             |

### Partidos políticos sem representantes eleitos no Oireachtas, em Governos locais e no Parlamento Europeu
| Nome | Nome                                                                                     |              | Líder              | Ideologia | Espectro                    | Oireachtas     | Oireachtas | Governo Local | Parlamento Europeu |
| Nome | Nome                                                                                     | Dáil Éireann | Líder              | Ideologia | Espectro                    | Seanad Éireann |            | Governo Local | Parlamento Europeu |
| ---- | ---------------------------------------------------------------------------------------- | ------------ | ------------------ | --- | --------------------------- | -------------- | ---------- | ------------- | ------------------ |
|      | Renua Irlanda Renua Ireland                                                              |              | Vago               | Conservadorismo, Conservadorismo social, Liberalismo económico, Democracia cristã, Euroceticismo                                                             | Centro-direita a Direita    | 0 / 158        | 0 / 60     | 0 / 949       | 0 / 11             |
|      | Partido Socialista dos Trabalhadores Socialist Workers Party                             |              | Liderança coletiva | Marxismo, Neo-Trotskismo, Ecossocialismo | Extrema-esquerda            | 0 / 158        | 0 / 60     | 0 / 949       | 0 / 11             |
|      | Partido Comunista da Irlanda Communist Party of Ireland "Páirtí Sóisialach na nOibrithe" |              | Sean Browne        | Comunismo, Marxismo–Leninismo, Socialismo, Anti-imperialismo, Republicanismo irlandês Euroceticismo                                                          | Extrema-esquerda            | 0 / 158        | 0 / 60     | 0 / 949       | 0 / 11             |
|      | éirígí                                                                                   |              | Brian Leeson       | Republicanismo irlandês, Socialismo, Anti-imperialismo, Euroceticismo, Ambientalismo                                                                         | Extrema-esquerda            | 0 / 158        | 0 / 60     | 0 / 949       | 0 / 11             |
|      | Partido Socialista Socialist Party "Páirtí Sóisialach"                                   |              | Liderança coletiva | Socialismo democrático, Trotskismo, Radicalismo, Anticapitalismo, Euroceticismo                                                                              | Esquerda a Extrema-esquerda | 0 / 158        | 0 / 60     | 0 / 949       | 0 / 11             |
|      | Fís Nua                                                                                  |              | Nenhum             | Política verde | Esquerda                    | 0 / 158        | 0 / 60     | 0 / 949       | 0 / 11             |
|      | Democracia Direta Irlanda Direct Democracy Ireland "Daonlathas Díreach Éireann"          |              | Pat Greene         | Democracia direta, Populismo de direita, Saída da Zona Euro                                                                                                  | Direita                     | 0 / 158        | 0 / 60     | 0 / 949       | 0 / 11             |
|      | Partido Nacional National Party An Páirtí Náisiúnta                                      |              | Justin Barrett     | Nacionalismo, Republicanismo irlandês, Populismo de direita, Protecionismo, Euroceticismo, Distributismo, Anti-imigração, Antiaborto, Conservadorismo social | Extrema-direita             | 0 / 158        | 0 / 60     | 0 / 949       | 0 / 11             |
|      | Identidade Irlanda Identity Ireland Aitheantas Éire                                      |              | Peter O'Loughlin   | Euroceticismo, Populismo de direita, Nacionalismo, Anti-islamismo, Anti-imigração                                                                            | Extrema-direita             | 0 / 158        | 0 / 60     | 0 / 949       | 0 / 11             |
|      | Partido Irlandês da Liberdade Irish Freedom Party Éire Amach: Cumann na Saoirse          |              | Hermann Kelly      | Euroceticismo, Populismo de direita, Democracia direta | Direita                     | 0 / 158        | 0 / 60     | 0 / 949       | 0 / 11             |